# グッド★コンビネーション
『グッド★コンビネーション』は、2001年にNHKで放送された連続ドラマである。
NHK大阪放送局制作。全5話。

## 放送期間
BS2では、「BSドラマアベニュー」枠で、2001年1月8日（月）〜12日（金） に先行放送された。
NHK総合テレビジョン（地上波）では、同年の6月12日〜7月10日の毎週火曜日23時「ドラマDモード」（23:00 - 23:43）で、放送された。

## ストーリー
大阪（梅田、茶屋町近辺にある設定）の架空のお笑い学校「OOTS(Osaka Owarai Talent School)」を舞台に、7人の若者たち（男4・女3）の約1年間を描く。

## キャスト
七人組
- 子安 龍平 - 鳥羽潤

不登校だったが、ポスターを見て一念発起しOOTSに入る。いとこの孝夫の家に居候中。
- 吉川 ひとみ - 安達祐実[3]

龍平と同期生。
- 小暮 大造 - 川岡大次郎

東京から来てOOTSに入学。
- 藤原 あずさ - 木内晶子

高校を休学してOOTSに通う。
- 的場 ヒロシ - 中川礼二（中川家）

大造のライバル。金髪ヘア。
- 結城 誠 - 中川剛（中川家）

ヒロシの昔からの友達。
- 鈴木 さとり - 中村栄美子

七人組の中では最年長。小豆島出身。
その他
- 西浦 孝夫 - 袴田吉彦

龍平のいとこ。
- 林 茂 - 岸部一徳

度々あずさと密会している謎の人物。
- 鬼頭 玲子 - 羽野晶紀

OOTS事務局長。
- 東海林 大吉 - 間寛平

OOTS校長。
- 川下大洋
- 月亭八光
- 江口直彌

### ゲスト
第1話ゲスト
- 龍平の親友・卓哉 - 植木豪（PaniCrew）
- 理佳子（龍平の片思い相手） - 葵若菜
- お笑い学校の講師 - 宮川大助
- 漫才師 - オール阪神・巨人

第2話ゲスト
- 吉川 信一（ひとみの父） - 柴俊夫

第3話ほか漫才師役ゲスト
- 瓢箪 - 笑福亭松之助
- 駒代 - 河東けい
- タカコ・マリコ - ハイヒール モモコ・リンゴ
- キッド兄弟 徹 - 大山英雄
- キッド兄弟 優 - 川畑泰史

最終回ゲスト
- 卒業公演で表彰された生徒役 - キングコング[1]

## スタッフ
- チーフ・プロデューサー - 土屋秀夫[2]
- 製作統括 - 若泉久朗[2]
- 脚本 - 森下直、元生茂樹（第3話）
- 演出 - 広瀬満[2]（第1、5話）、梛川善郎[2]、久保田充[2]
- 漫才指導 - 元生茂樹（ユウ・コーポレーション）、前田政二（吉本興業）[1]
- 大阪ことば指導 - 松寺千恵美
- 音楽 - 大島ミチル
- 挿入歌 - CYCLES 『それとなく』

## サブタイトル
1. 「泣きたい春」 （6月12日）
2. 「若葉の決意」 （6月19日）
3. 「わらいの魂」 （6月26日）
4. 「さめない夢」 （7月3日）
5. 「卒業」 （7月10日）[5]